# اشتفان شوماخر
اشتفان شوماخر (آلمانی: Stefan Schumacher؛ زادهٔ ۲۱ ژوئیهٔ ۱۹۸۱) دوچرخه‌سوار اهل آلمان است.
از باشگاه‌هایی که در آن بازی کرده‌است می‌توان به سی‌سی‌سی–اسپراندی–پولکوویتسه و تیم دوچرخه‌سواری گرواشتاینر اشاره کرد.